# Skymningssagor (TV-serie)
Skymningssagor var ett svenskt barnprogram som sändes i SVT:s SVT 1 under perioden 24 oktober 1988-16 november 1998. Programmet innehåller en saga per avsnitt berättad genom stillbilder och berättarröst. Bland annat finns Sven Nordqvists sagor om Pettson och Findus med. Programmets signum är dess intro och outro där ett modellandskap med en stad och landsbygd i skymning, och med ett modelltåg som kör runt, snurrar runt för att sedan stanna upp och zooma in och ut på den plats som avsnittets saga utspelar sig i. Detta är ackompanjerat av en pianomelodi.
Nils Eklund, Lennart R. Svensson, Jan Nygren, Lena Söderblom, Anita Ekström och Mikaela Nygren var några av berättarrösterna.

### Fotnoter
1. ↑  ”Skymningssagor”. Svensk mediedatabas. 1988-1998. http://smdb.kb.se/catalog/search?q=Skymningssagor+typ%3Atv&sort=OLDEST. Läst 1 april 2011.